# Fotbal Club Costuleni
Il Fotbal Club Costuleni è una società calcistica moldava con sede nella città di Costuleni, fondata nel 1983. Nella stagione 2012-13 milita nella Divizia Națională.

## Storia
Fondato nel 1983, il club ha sempre disputato i campionati delle serie inferiori. Nella stagione 2008-2009 si iscrive nel girone nord della Divizia B (con uno score di 20 vittorie, 2 pareggi e 0 sconfitte) ottenendo la promozione in Divizia A. Nella stagione successiva viene conquistata un'altra promozione e il diritto a partecipare alla Divizia Națională. L'esordio nel massimo campionato moldavo si conclude con un decimo posto, ma nella stagione successiva termina il campionato all'ultimo posto e non retrocede poiché il Fotbal Club Sfîntul Gheorghe non ottiene la licenza per giocare in massima serie e solo una squadra della Divizia A viene promossa.

## Stadio
Il club gioca le partite interne nello Stadionul Costuleni, con una capacità di 1.000 posti.

## Organico 2014-2015

### Rosa
Rosa aggiornata il 15 settembre 2014
| N. |                     | Ruolo | Calciatore         |
| -- | ------------------- | ----- | ------------------ |
| 2  | Romania (bandiera)  | D     | Viorel Dinu        |
| 3  | Moldavia (bandiera) | D     | Sergiu Sirbu       |
| 4  | Ucraina (bandiera)  | D     | Evgen Buly         |
| 5  | Romania (bandiera)  | D     | Ionut Burnea       |
| 6  | Moldavia (bandiera) | C     | Vasile Soltan      |
| 7  | Moldavia (bandiera) | C     | Stanislav Luca     |
| 8  | Romania (bandiera)  | C     | Florian Parvu      |
| 9  | Moldavia (bandiera) | A     | Veaceslav Sofroni  |
| 10 | Moldavia (bandiera) | A     | Oleg Andronic      |
| 11 | Moldavia (bandiera) | A     | Octavian Onofrei   |
| 15 | Moldavia (bandiera) | C     | Petru Hvorosteanov |
| 17 | Moldavia (bandiera) | C     | Petru Ojog         |
| 18 | Moldavia (bandiera) | D     | Eugen Lavrinovici  |
| 19 | Turchia (bandiera)  | C     | Yakup Sertkaya     |
| 20 | Moldavia (bandiera) | D     | Marcel Dulgheru    |
| 21 | Moldavia (bandiera) | C     | Ivan Carandasov    |

| N. |                     | Ruolo | Calciatore              |
| -- | ------------------- | ----- | ----------------------- |
| 22 | Serbia (bandiera)   | A     | Nikola Kovacevic        |
| 23 | Romania (bandiera)  | D     | Marius Tomozei          |
| 25 | Moldavia (bandiera) | P     | Serghei Juric           |
| 26 | Moldavia (bandiera) | D     | Alexandru Scripcenco    |
| 27 | Moldavia (bandiera) | P     | Anatolie Cebotari       |
| 28 | Romania (bandiera)  | P     | Alexandru Oprea         |
|    | Camerun (bandiera)  | A     | Titi Belle              |
|    | Moldavia (bandiera) | C     | Andrei Solodchi         |
|    | Nigeria (bandiera)  | A     | Maxwell Chimezie Egwatu |
|    | Moldavia (bandiera) | C     | Alexandr Muziciuc       |
|    | Moldavia (bandiera) | C     | Andrei Ciofu            |
|    | Moldavia (bandiera) | C     | Eugen Gorceac           |
|    | Moldavia (bandiera) | D     | Valeriu Osipenco        |

### Staff tecnico
Dal sito internet ufficiale della società:
| Allenatore:      | Laurentiu Tudor |
| Vice allenatore: | Igor Ursachi    |

## Palmarès

### Competizioni nazionali
- Divizia A: 1

2009-2010
- Divizia B: 1

2008-2009